# Someș
De Someș (Hongaars: Szamos, Duits: Samosch) is een zijrivier van de Tisza. Ze stroomt door Roemenië en Hongarije en is verantwoordelijk voor de afwatering van het noorden van Transsylvanië. De rivier ontstaat bij het stadje Dej uit twee bronrivieren. De lengte van de Someș is 465 km, gemeten vanaf bron van de langste toestroom, waarvan er 413,5 op Roemeens grondgebied worden afgelegd en 51,5 op Hongaars.
De noordelijke toestroom heet de Grote Someș (Roemeens: Someșul Mare, Hongaars: Nagy Szamos). Deze ontspringt aan de voet van de Rodnapas in het Rodnagebergte, dat deel uitmaakt van de oostelijke Karpaten. De rivier stroomt via Năsăud en Beclean in westelijke richting.
De Someș heeft behalve die van de Grote Someș nog twee beginpunten: de Warme Someș (Roemeens: Someșul Cald, Hongaars: Meleg Szamos) en de Koude Someș (Roemeens: Someșul Rece, Hongaars: Hideg Szamos). Deze ontspringen beide in het Bihorgebergte en verenigen zich bij Gilău even ten westen van de stad Cluj-Napoca in de Kleine Someș (Roemeens: Someșul Mic, Hongaars: Kis Szamos). De Kleine Someș stroomt via Cluj naar het noorden en ontmoet even voor Dej de Grote Someș. Bij Dej begint de eigenlijke Someș.
Vanaf Dej heeft de Someș een sterk meanderende loop, die de rivier uiteindelijk in noordwestelijke richting voert. De Someș verlaat Roemenië even voorbij Satu Mare, de grootste stad aan de rivier (afgezien van Cluj-Napoca, dat aan de Kleine Someș ligt). De monding in de Tisza bevindt zich voor Vásárosnamény in het uiterste noordoosten van Hongarije.
De Someș heeft geen grote zijrivieren. Een kleine zijrivier is de Lăpuș, die in januari 2000 de weg was waarlangs giftig cyanide de Someș instroomde ten gevolge van een ongeluk in een goudmijn bij Baia Mare. De benedenloop van de Someș herstelt zich, evenals die van de Tisza, momenteel langzaam van deze ernstige milieuramp.
De Someș is niet bevaarbaar.
- Gemeinsame Normdatei: 4742026-1
- Virtual International Authority File: 240107502